# Arrels profundes (pel·lícula)
Arrels profundes (títol original en anglès, Shane) és una pel·lícula estatunidenca dirigida per George Stevens l'any 1953. Va rebre un Oscar a la millor fotografia. Es considera un dels westerns clàssics de la història del cinema. Realitzada en technicolor per Paramount Pictures. Està doblada al català.
La pel·lícula és un arquetip del western amb un heroi solitari i ha esdevingut una pel·lícula de culte. Ningú no sap d'on ve aquest heroi (Shane), ningú no sap on va; vestit de blanc, Alan Ladd encarna el mite del vaquer redreçador de danys, contrari a la figura del mal absolut: Jack Palance, filiforme, vestit de negre. Fa el bé sense cap condició.
Es va estrenar en català per TV3 el 6 d'abril de 2004.

## Argument
Un fastiguejat pistoler, Shane, arriba a una granja a Wyoming en la qual viuen els Starretts amb el seu fill. Arriba amb ganes de començar una vida tranquil·la, però una sèrie d'incidents obliguen aquest foraster a tornar a agafar les armes. El matrimoni de grangers es troba en dificultats, ja que l'ambiciós terratinent Rufus Ryker anhela aconseguir les seves terres. Quan Shane es desfà d'un dolent al seu servei, Ryker intenta contractar-lo, però davant de la seva negativa ordena enviar a buscar a Cheyenne un perillós assassí a sou, Jack Wilson. 	

## Repartiment
- Alan Ladd: Shane
- Van Heflin: Joe Starret
- Jean Arthur: Marian Starret
- Brandon de Wilde: Joey Starret
- Jack Palance: Jack Wilson
- Ben Johnson: Chris Calloway
- Emile Meyer: Rufus Ryker
- Edgar Buchanan: Fred Lewis

## Producció
El guió és d'A. B. Guthrie Jr., i està basat en la novel·la del 1949 del mateix nom de Jack Schaefer. Fou l'últim llargmetratge de Jean Arthur i l'únic en color de la seva carrera.
Arrels profundes fou una pel·lícula cara per a un western d'aquell temps, amb un cost de 3,1 milions de dòlars. Va ser la primera pel·lícula que es va projectar en pantalla panoràmica "plana", un format que Paramount va inventar per oferir al públic una imatge més àmplia que la de la televisió de l'època.
Es va estrenar a la ciutat de Nova York al Radio City Music Hall el 23 d'abril de 1953, i va guanyar 114.000 dòlars en les seves quatre setmanes. En total, la pel·lícula va obtenir 8 milions de dòlars a Amèrica del Nord.

## Premis i nominacions

### Premis[14]
- Oscar a la millor fotografia en color (Loyal Griggs)

### Nominacions[14]
- Oscar a la millor pel·lícula (George Stevens)
- Oscar a la millor direcció (George Stevens)
- Oscar al millor guió original (A.B. Guthrie Jr.)
- Oscar al millor actor de repartiment (Brandon De Wilde)
- Oscar al millor actor de repartiment (Jack Palance)